# شرق (فیلم)
شرق (انگلیسی: The East) فیلمی هیجانی به کارگردانی زال باتمانقلیچ است که در سال ۲۰۱۳ منتشر شد.

## بازیگران
- بریت مارلینگ در نقش سارا ماس/جین آون
- الکساندر اسکارشگرد در نقش بنجی
- الیوت پیج در نقش لزی
- پاتریشا کلارکسون در نقش شارون
- توبی کبل در نقش دوک/توماس آیرس
- جولیا اورموند در نقش پیج ویلیامز
- شایلو فرناندز در نقش لوکا
- جیسون ریتر در نقش تیم
- دنیل مک دونالد در نقش تس
- بیلی اسلاتر در نقش تراور مأمور فدرال
- ویلبور فیتزجرالد در نقش رابرت مک کیب